# Там, где мечтают зелёные муравьи
«Там, где мечтают зелёные муравьи» (нем. Wo die grünen Ameisen träumen) — художественный фильм Вернера Херцога, экологическая притча о противостоянии австралийских аборигенов неуклонно надвигающейся западной цивилизации в лице горнорудной компании. Тематически примыкает к таким фильмам Херцога о неуклонно отмирающих туземных культурах, как «Фицкарральдо» (1982) и «Зелёная Кобра» (1988). 
Лента получила премии Deutscher Filmpreis за лучший фильм и лучшую операторскую работу, а также принимала участие в конкурсной программе Каннского кинофестиваля.

## Сюжет
Горнорудная компания Ayers проводит серию взрывов на пустынной территории, когда-то принадлежавшей племенам австралийских аборигенов. Когда представители аборигенов преграждают путь бульдозеру, геолог Лэнс Хакетт вступает с ними в переговоры, к которым вскоре подключается дирекция компании. Аборигены утверждают, что в том месте, где компания хочет проводить новые взрывы, под землёй живут и грезят зелёные муравьи, и если помешать им, они вылезут на поверхность и наступит конец света. Дирекция компании пытается уговорить аборигенов разрешить дальнейшую работу на земле и даже предоставляет им военный самолёт зелёного цвета, который попросили аборигены. Тем не менее, окончательное решение вопроса переносится в суд.
Выслушав доводы обеих сторон, судья принимает решение в пользу компании, утверждая, что владение аборигенами этим участком земли на протяжении тысячелетий не может быть подтверждено. Компания возобновляет работы. Тем временем один из молодых аборигенов, когда-то служивший лётчиком, заводит самолёт и с одним из вождей племени улетает. Позже другие аборигены сообщают, что крылья большого «зелёного муравья» видели в горной местности. Разочарованный решением суда и судьбой аборигенов, Хакетт уходит из компании.

## В ролях
- Брюс Спенс — Лэнс Хакетт
- Вандюк Марика — Милиритби
- Рой Марика — Дайыпу
- Рэй Барретт — Коул
- Норман Кэй — Болдуин Фергюсон
- Боб Эллис  — Менеджер супермаркета